# Lista över skulpturer i Baku
Det här är en lista över skulpturer i Baku. Den innehåller statyer och monument på allmänna platser i Azerbajdzjans huvudstad Baku.

## Monument efter årtal
| År        | Bild | Avbildar                          | Plats                                                                       | Kommentar                                                                     |
| --------- | ---- | --------------------------------- | --------------------------------------------------------------------------- | ----------------------------------------------------------------------------- |
| 1920-tal  |      | Friedrich Engels                  | Primorskyboulevarden                                                        | Monumentet annoteras med arabisk skrift: ENGELS                               |
| 1923      |      | Bakus 26 kommissarier             | Vid Sahilträdgårdsgatan                                                     |                                                                               |
| 1930      |      | Mirza Fatali Akhundov             | Vid korsningen för gatorna: Bunyad Sardarov, Said Rustamov och Ahmed Javad. |                                                                               |
| 1949      |      | Nezami Ganjavi                    | Framför Nezamimuseet för azerbajdzjansk litteratur                          | Skulptör: Fuad Abdurahmanov                                                   |
| 1955-1991 |      | Vladimir Lenin                    | Vid Azadligtorget (tidigare 11:e Röda arméns torg)                          | Statyn ersattes 1991 av Azerbajdzjans flagga                                  |
| 1958      |      | Mirza Alakbar Sabir               | I Mirza Alakbar Sabirs trädgård vid Istiglaliyyatgatan                      | Mellan 1922 och 1958 var en annan staty uppförd här, skulptör: Jalal Qaryagdi |
| 1960      |      | Uzeyir Hajibeyov                  | Framför Azerbajdzjans nationella konservatorium                             | Skulptör: T. Mammadov                                                         |
| 1960      |      | Staty över en fri kvinna          | I korsningen mellan gatorna Shikhali Gurbanov och Jafar Jabbarli            | Avbildar en kvinna som tar av sig sin slöja, uppförd av Fuad Abdurahmanov     |
| 1961      |      | Samad Vurgun                      | Pushkins gata                                                               | Skulptör: Fuad Abdurahmanov                                                   |
| 1962      |      | Fuzûlî                            | Framför Azerbajdzjans nationella akademiska dramatiska teater               | Skulptör: T. Mammadov                                                         |
| 1968      |      | De 26 kommissariernas minnesmärke | Vid Sahilträdgårdsgatan                                                     |                                                                               |
| 1968      |      | Mikayil Mushfig                   | På Inshaatchilaravenyn                                                      |                                                                               |
| 1972      |      | Nariman Narimanov                 | På Nariman Narimanovs aveny                                                 |                                                                               |
| 1973      |      | Mehdi Huseynzade                  | Vid korsningen av Tbilisiavenyn och Bakikhanovgatan                         |                                                                               |
| 1980      |      | Imadaddin Nasimi                  | Vid korsningen för gatorna Samad Vurgun och Nizami                          |                                                                               |
| 1988      |      | Den eviga flamman                 | Martyrernas gränd                                                           |                                                                               |
| 1998      |      | Yusif Mammadaliyev                | På Istiglaliyyatgatan, i närheten av Ismailiyyapalatset                     | Skulptör: A. Askarov                                                          |
| 2002      |      | Azim Azimzade                     | I gamla staden                                                              |                                                                               |
| 2012      |      | Koroğlu                           | I korsningen för avenyerna Azadlig och Vagif                                |                                                                               |
| 2014      |      | Kara Karajev                      | Vid 28:e-majgatan                                                           |                                                                               |